# Hôpital Barrie Memorial
L'Hôpital Barrie Memorial est un centre hospitalier situé à Ormstown, dans la municipalité régionale de comté (MRC) du Haut Saint Laurent, en Montérégie, au Québec. Fondé en 1939, il fait partie du Centre intégré de santé et de services sociaux de la Montérégie-Ouest (CISSS de la Montérégie-Ouest).

## Historique
L'Hôpital Barrie Memorial doit son existence à Margaret Barrie, qui a légué sa succession à sa mort en 1934 pour doter Ormstown d'un hôpital. Le projet, mené par le Dr James Quintin et le Dr Murray Stalker, a mené à l'inauguration du centre le 2 décembre 1939, initialement aménagé dans une maison privée sur la rue Church.
En décembre 1950, l'hôpital est déménagé sur la rue Gale, sur le terrain de l'ancienne ferme George English, sa localisation actuelle. Plusieurs agrandissements ont rythmé son évolution: une clinique médicale en 1956, un service d'urgence en 1981, un troisième étage ajouté en 1991, suivi d'un élargissement du service d'imagerie pour l'installation d'un tomodensitomètre en 2010.
L'Hôpital Barrie Memorial dispose aujourd'hui de 42 lits.